# Campeonato Sul-Americano 1969
Il secondo Campeonato Sul-Americano di calcio a 5 fu disputato nel settembre del 1969 ad Asuncion. Vi parteciparono le nazionali di:
- Paraguay
- Brasile
- Argentina
- Uruguay
- Bolivia

Il campionato, che vide l'esordio in una manifestazione internazionale della nazionale boliviana, fu vinto dalla nazionale brasiliana che batté tutte e quattro le avversarie: 6-1 all'Argentina, 17-1 alla Bolivia, 3-1 all'Uruguay, 2-1 al Paraguay. Laureandosi per la prima volta campione sudamericano di calcio a 5, facevano parte di quella squadra:
 Brasile1 Cacá, 2 Dódó, 3 Estevildo, 4 Fernando Nobre, 5 Julio Cesar, 6 Luciano Frota, 7 Nelio Silveira, 8 Nicola, 9 Niltinho, 10 Plácido, 11 Rigoberto, 12 Zé Milton, CT: Aécio de Borba Vasconcelos